# Colposcenia cavillosa
Colposcenia cavillosa är en insektsart som beskrevs av Burckhardt och Lauterer 1993. Colposcenia cavillosa ingår i släktet Colposcenia och familjen rundbladloppor.
Artens utbredningsområde är Iran. Inga underarter finns listade i Catalogue of Life.